# ディスクマガジン
ディスクマガジン(disk magazine、略：diskmag)とは、コンピュータで読みとって処理することを前提に、プログラムやデータをフロッピーディスクや光ディスクなどで供給した雑誌のことである。

## 概要

### 前史
雑誌をコンピュータ用のデータで配布するという試みはディスクマガジンに先行して存在した。
米国では軍事や学術目的にインターネットの前身であるARPANETの開発が先行して行われ、そのネットワーク上で早くから不定期刊行の簡単な記事や雑誌状の文字データが配布された。これはオンラインマガジンの初期形態で、このようなネットワークを通じたデータのやり取りはパソコン通信ができるようになった時点で一般人にも可能となった。しかし、アクセス環境確保の困難さから利用できる人は限られ、また回線の細さや通話代、使用料の高さから文字ないし小さなプログラムを除いてデータをやり取りするのは現実的ではなかった。
対して、紙媒体の雑誌は遥かに広範かつ安価に人々に情報を届けており、パソコン関連の雑誌には多くのプログラムリストが載せられた。しかし、それを実行するには大変な手間を掛けて手打ちで入力しなければならず、仮に打ち込んでも、打ち間違いがあれば各自が人力でそれを修正しなければならないため、多くの時間と苦痛を伴うものだった。ディスクマガジンには、そのようなネットワーク絡みの問題や、プログラムを手間や打ち間違いの心配なく、即座に実行できるという大きな利点があった。
ディスクマガジンの前身としては、フロッピーディスクが主流になる以前に記録媒体として一般的だったテープドライブ用のカセットテープを用いたカセットマガジンがある。しかし、カセットマガジンは極わずかの出版にとどまった。

### 誕生
1980年代前半、フロッピーディスクドライブが安価に手に入るようになると、フロッピーディスクを用いたディスクマガジンが登場し、その低価格化と普及が進むにつれ様々なものが現れてくる。
米国では、1981年9月にApple II用にSoftdiskが創刊された。創刊当初は、フロッピーディスク自体も高価であり、フロッピーディスクは送り返して再使用することが前提で、読者は交流や投稿を兼ねて、様々なものをディスクに上書きして送り返した。

### 日本での隆盛
この頃のパソコン分野は主に北米・欧州の西側先進国を中心に発展しており、それを追う日本では数年遅れて様々なディスクマガジンが登場することになる。日本におけるフロッピーディスクドライブの製造販売は1981年のソニーが最初であったが、数年で急成長し、1988年には世界市場の九割を席巻するほどの状態になる。このような状況で記録装置と記録媒体は技術革新と競争激化で年を追うごとにその価格を低下させてゆき、所有者は急増した。中でも安価なホビーパソコンであるMSXが手頃な価格でディスクドライブを搭載するようになった1980年代後半に登場したディスクステーションは、対応機種を変えながらも2000年まで長く続くこととなる。また、任天堂がファミリーコンピュータに後付のディスクシステムを出したため、家庭用機にもディスクマガジンが登場したが、その市場規模の割りに種類や号数はあまり出なかった。
この頃のディスクマガジンは、市販品のデモやかつて市販されたゲーム、手打ちでは到底不可能な大容量独自開発のゲーム、読者投稿の画像や音楽、デモ作品などを収録。コンピュータ時代の雑誌に相応しい内容となっていた。しかし、紙媒体の雑誌を越えるほどの影響力を持つものは現れなかった。

### 衰退
やがて、紙の雑誌にフロッピーディスクやCDなどを安価に付属できるようになってゆき、さらに1995年にWindows 95が登場するとともに、インターネットが急速に一般社会に浸透し始めた。次第にその接続料が安価になり回線が太くなっていくと、ディスクマガジンはその優位性を失っていき、そのほとんどが2000年を越えることなく消滅した。
欧米のdisk magazineに源流を持つonline magazineは、HugiやPaiN等のように、インターネットで配布するようになった後も続けてdiskmagを名乗ったものがある。それらは日本と異なり、デモシーンと密接な関連を持つものが多い。

### 同人
ディスクマガジンが主要な流通から消滅した後も、低価格化したフロッピーディスクやCD-Rを用いた同人のディスクマガジンが、既に市販品が出ることはなくなった旧型機などにも多く出された。この同人のディスクマガジンは2000年以降も続き、中にはSyntaxの「NV」など十年以上続いたものもある。また、パソコンソフトの自動販売機であるソフトベンダーTAKERU上で市販品と同列に販売されたため、同人の枠を越えて流通した。しかし、これらもブロードバンドが一般化し、旧型機に執着するものも減っていく中で次第に消滅していった。

## 主な内容
- 記事（Static） - 通常の雑誌の記事のように文字と画像のみから成り立つ。
- マルチメディア - 文字と画像だけでなく、動画や音声を組み合わせたもの。容量の少なさのため、プログラミングで表現するのが常であった。
- 投稿（interactive） - クイズによる景品やアンケートなど。初期は回答の意見を反映させたり、読者投稿の文を載せたりするだけというものが多かったが、次第に絵、音楽、ゲームなど様々なものの投稿を載せるようになっていった。
- ソフトウェア - ゲームからユーティリティまで幅広く、その形態も独自作品、市販品の紹介、完全版、体験版、シェアウェアなど様々。
- デモ - 単なる既成品を紹介するものではなく、芸術作品としてのデモ。欧米では広く流行し、長く続いている。日本でもディスクステーションが度々独自のデモ作品を載せた。

## 海外のディスクマガジン

### パーソナルコンピュータ
Softdisk
時期：1981～1999
※詳細はList of disk magazines（英語版）を参照。

## 日本のディスクマガジン

### パーソナルコンピュータ
DiskFM/DiskPC/TapeMZ
時期：1983年10月～1984年
号数：1号～4号
発売元：鈴木技研
開発：BELL SYS
機種：FM7,PC88,PC98,MZ
機種ごとにDiskFM、DiskPC、TapeMZと名前を変えた。TapeMZは日本では珍しいカセットマガジンである。日本では最も早い部類で、この時点ですでにCG、ユーティリティ、ゲーム、読者投稿など一般的な内容を確立していた。
Floppy Magazine（フロッピーマガジン）
時期：1984年4月～?
号数：0号（創刊準備号）、1号～8号、特別号
編集・発行：ラッセル社出版
開発：SONY
機種：SMC-777
冊子一体型。
ZETA（ゼータ）
時期：1986年6月～1987年8月
発刊号:1号～5号
発売・開発：チャンピオンソフト
機種：PC88,FM7
『GRAPHICアイドル情報誌 ZETA』として、紙の雑誌とディスクマガジンとのセットで販売された。架空の美少女六人による『ZETA GAL』というバーチャルアイドルグループを結成、そのアイドル達を冊子、またCGのグラビアやアドベンチャーゲームなどで大きく特集した。読者参加による双方向性が確立されており、創刊号からアンケートにより毎回人気投票が行われて順位が発表され、メンバーの脱退や加入も行われた。読者から似顔絵ないし写真必須で希望者を募り、複数回に渡ってバーチャルデートまでが行われている。開発は成人向けゲーム会社だが、R15程度の内容である。制作には後のアリスソフトの面々も参加しており、『がんばれ! 美樹ちゃん』や『Hello!麻衣子』というZETA GALの一人のみを特集した同内容のものも出された。
OMEGA（オメガ）
時期：1986年～1987年
発刊号:1号～3号
発売・開発：チャンピオンソフト
機種：PC88,FM7
紙の雑誌とディスクマガジンのセット。成人向けで、ZETAより大人向けの内容。
LEMONADE（レモネード）
時期：1986年12月～1987年3月
発刊号:1号～2号
発売・開発：チャンピオンソフト
機種：PC88,FM7
成人向け。紙の雑誌とディスクマガジンのセット。創刊号副題は『さらわれた美樹ちゃん』で、これは後にMSXに『Little PRINCESS』として簡易移植され、続編やRanceなど後のアリスソフトの代表作へとつながっていく。
電脳倶楽部
時期：1988年5月～2000年8月
発刊号：1号～148号
発売・開発：満開製作所
機種：X68000
もっとも長く続いた。当初は定期購読を受け付け申込者に送付する形でスタート。ソフトベンダーTAKERUでの販売を経て、再度定期購読制に移行した。
Carrot Party DM（題名不詳
時期：1989年？
発売・開発：Carrot Party
発刊号：1号～18号？
機種：X68000
ゲームデータ、文章、CG、音楽など。　X68000用市販ゲームのバックアップ・改造ツールを製作・頒布していた、新潟県三条市の同人サークルの月刊誌。ユーザーが寄稿した改造データ（スペースハリアー、Super大戦略、その他）が人気を集めた。
ディスクステーション
発売・開発：コンパイル
MSX版
時期：1988年7月～1991年12月
発刊号：0号～32号、スペシャル1号～5号、デラックス1号～3号
当時のMSX用のディスクマガジンではソフトベンダーTAKERUなどでの販売が多かった中、一般の店舗で販売され、MSX用ソフト全体の売り上げトップとなる事もあった。当時のディスクマガジンブームの火付け役となった。
PC98版
時期：1990年10月～1992年12月
当初はMSX版と同時並行で発刊された。なお、同時期に発売された物でも中身は機種ごとに全く異なった。
紙雑誌一体版
時期：1993年10月～2000年7月
当初はPC98、後にWindows向け。紙の雑誌にディスクを綴じ込む形で流通した。実態はディスクマガジンが主で、紙の雑誌は収録ソフトの説明が半分強を占めた。ディスクは5インチフロッピーディスクから、3.5インチ、さらにCD-ROMと変遷した。
T&Eマガジン Disk Special
時期：1988年12月～1989年6月
発刊号：1号～2号
発売・開発：T&E SOFT
機種：MSX
1983年12月創刊の『T&Eマガジン』をディスクマガジンにした特別版。同社製ゲーム絡みやT&Eの内輪ネタが多い。ソフトベンダーTAKERUでの販売。
DISC Pana Amusement Collection（DISC パナ・アミューズメント・コレクション）
時期：1989
発売元：松下電器産業
開発元：パナソフト
機種：MSX
略称"DISCPAC"。ゲーム、グラフィックエディタ「EASY」の他、U.S.A.リポートなどの記事。T&Eソフトとマイクロキャビンが協力し、あーぱーみゃあどっくなどが収録されている。
LAB Letter（ラブレター）
時期：1989年~1990年
発刊号：1号～3号
発売・開発：HAL研究所
機種：MSX
HALNOTEの登録会員に季刊で出された。そのため、内容は同製品に関する記事や、同製品の使用を前提としたソフトウェアのバージョンアップや使用法などオフィススイート関連が大半を占める。また、それを活かした小説なども掲載されていた。
MSX-Spring
時期：1989
発売元：アスキー
開発：MSXマガジン
機種：MSX
バイオリズムや体重推移といった健康管理ユーティリティや、相性占い、後はパロディなど。ソフトベンダーTAKERUでの販売。
MSXディスク通信
時期：1990年10月～1991年4月
発売元：アスキー
開発：MSXマガジン
機種：MSX
MSXマガジンと連動する内容が多い。ソフトベンダーTAKERUでの販売。
PEACH UP（ピーチアップ）
時期：1989年11月～1991年11月
発売元：もものきはうす
開発：コンパイル
発刊号：1号～8号、総集編、総集編II(笑)
機種：MSX
成人向け。ディスクステーションと同じメーカーが開発していたため、描画や音楽などに共通する所が多い。
DISMIX（ディスミックス）
時期：1989年12月～1990年12月
発刊号:0号～2号
発売・開発：SOFTPAL
機種：PC98
『電脳アクセスディスクマガジン 季刊ディスミックス』として発刊。CG中心の構成。開発は成人向けゲーム会社だが、一般向け。弘司が参加していた。
PINK SOX
時期:1990年～1994年
発刊号：1号～8号、スーパーピンクソックス1号～3号、ピンクソックスマニア1号～3号、ピンクソックスプレゼンツ
発売元：ウェンディマガジン
開発：ドット企画
機種：MSX,PC98
成人向け。アダルトゲーム誌ではグラフィックの美麗さが評価されていたほか、『まなみのどこまでイクの?』のように収録作品が単独作品として発売されるケースもあった。
DISK NG
時期：1990年3月～1990年4月
号数：1号～2号
発売・開発：ナムコ
機種：MSX
同社の1983～84年に発売したゲームと、簡易な新作ひとつを収録したオムニバスゲーム。
MSX・FAN
時期：1991年9月～1995年7月
号数：1991年10月情報号～1995年8月情報号
発売元：徳間書店
機種：MSX
元々は紙の雑誌である。上記の時期にフロッピーディスクを付属させてプログラムを収録し、さらにその内容を充実させて半ばディスクマガジン化した。1992年1月情報号では“毎号ディスクが付録！”だった表紙での謳い文句が、1992年12月情報号では”毎号ディスク・マガジンが付録!!”と変わっている。末期にはオンラインマガジンへの移行も模索されたが、実現しなかった。
MSX-TraiN（MSXトレイン）
時期：1992年12月～1993年10月
発刊号：1号～2号
発売元：ファミリーソフト
開発：MO SOFT
機種：MSX
ADVゲームが多く、陽気婢・ふじかつぴこ・夏島とほる・魔北葵・がぁさん・くら☆りっさなど、成人向け漫画雑誌での執筆経験がある漫画家が多数参加した。

### 家庭用ゲーム機
謎のマガジンディスク ナゾラーランド
時期：1987年2月～1988年3月
発刊号：1号～3号
発売元：サンソフト
機種：ファミリーコンピュータ
パズル雑誌パズラー編集部との共同製作のため、パズルや謎解き物が多い。
ULTRABOX（ウルトラボックス）
時期：1990年6月～1992年1月
発刊号：1号～6号
発売元：ビクター音楽産業
編集：ファンプロジェクト・小学館
機種：PCエンジン
月刊PCエンジンが関わり、同雑誌が元の「遊楽画廊デジタル」という名前のイラスト投稿コーナーや、遊楽専業団団長の江口貴博がソフトの講評を寄せた「PCエンジンソフト図鑑」を収録。
PCエンジンCD-ROMカプセル
時期：1992年12月～1994年9月
発刊号：1号～6号+DUO-RX発売記念特別版
発売元：小学館
開発：アルファ・システム
編集：月刊PCエンジン編集部→GAME ON!編集部
当時『月刊PCエンジン』にCD-ROMを付属させることができなかったため、ムックとして書籍形態で流通させた。紙の雑誌にディスクマガジンを綴じ込んでいる。CD-ROMは体験版や「PCエンジンハイパーカタログ」が収録され、カタログは『ウルトラボックス』で使用されていた「PCエンジンソフト図鑑」の改良版であるなど関連性が強い
animefreak FX（アニメフリークFX）
時期：1995年8月～1998年2月
発刊号：1号～6号
発売元：NECホームエレクトロニクス
機種：PC-FX
「オリジナルビデオアニメーションCD-ROM」としてCD-ROMで提供。日本のアニメーション作品と当時アイドル化し始めた女性声優を専門に取り扱った内容で、アニメーション・実写ともに多くが動画で提供された。FREAK NEWSという読者投稿、声優情報などもあった。
プレプレ
時期：1995年11月～1999年8月
発刊号：Vol.0～Vol.19
発売元：ソニー・コンピュータエンタテインメント
機種：PlayStation
PlayStation CLUBの会員に定期的に郵送されたCD-ROMマガジン。体験版、ムービー、セーブデータ等が収録されている。
Tech Saturn
時期：1995年6月～1997年9月
発刊号：TECHサターン通信 Vol.1～5、TECH SATURN Vol.1～12
発売元：アスキー
機種：セガサターン
セガサターン専門誌に付属したCD-ROM。体験版や雑誌独自のコンテンツを収録。
サターンスーパー
時期：1995年8月～1997年4月
発刊号：Vol.1～10、体験版サターンソフト大全
発売元：宝島社
機種：セガサターン
セガサターン専門誌に付属したセガ監修のCD-ROM体験マガジン。
モギタテセガサターン
時期：1997年11月～1998年
発刊号：Vol.1～6
発売元：セガ
機種：セガサターン
SEGA PARTNERSの会員向けに配布されたCD-ROMマガジン。